# 13.ª etapa da Volta a Espanha de 2021
A 13.ª etapa da Volta a Espanha de 2021 teve lugar a 27 de agosto de 2021 entre Belmez e Villanueva de la Serena sobre um percurso de 203,7 km e foi vencida pelo francês Florian Sénéchal da equipa Deceuninck-Quick Step. O norueguês Odd Christian Eiking conseguiu manter a liderança um dia mais.

## Classificação da etapa
| Belmez - Villanueva de la Serena | etapa plana | (203,7 km) |

| \| Classificação por etapas \| Classificação por etapas \| Classificação por etapas \| Classificação por etapas \| Classificação por etapas \| \| Ciclista \| Ciclista \| Equipe \| Tempo \| \| \| ------------------------ \| ------------------------ \| ------------------------ \| ------------------------ \| ------------------------ \| \| 1. \| Florian Sénéchal \| Deceuninck-Quick Step \| 4h58m23s \| \| \| 2. \| Matteo Trentin \| UAE Team Emirates \| + 0s \| \| \| 3. \| Alberto Dainese \| Team DSM \| + 2s \| \| \| 4. \| Luka Mezgec \| BikeExchange \| + 3s \| \| \| 5. \| Stan Dewulf \| AG2R Citroën Team \| + 3s \| \| \| 6. \| Piet Allegaert \| Cofidis \| + 3s \| \| \| 7. \| Itamar Einhorn \| Israel Start-Up Nation \| + 3s \| \| \| 8. \| Antonio Jesús Soto \| Euskaltel-Euskadi \| + 3s \| \| \| 9. \| Rui Oliveira \| UAE Team Emirates \| + 3s \| \| \| 10. \| Egan Bernal \| Ineos Grenadiers \| + 6s \| \| |                    |                        |          |
| |                    |                        |          |
| Fonte: ProCyclingStats |                    |                        |          |
| Classificação por etapas |                    |                        |          |
| Ciclista | Ciclista           | Equipe                 | Tempo    |
| 1. | Florian Sénéchal   | Deceuninck-Quick Step  | 4h58m23s |
| 2. | Matteo Trentin     | UAE Team Emirates      | + 0s     |
| 3. | Alberto Dainese    | Team DSM               | + 2s     |
| 4. | Luka Mezgec        | BikeExchange           | + 3s     |
| 5. | Stan Dewulf        | AG2R Citroën Team      | + 3s     |
| 6. | Piet Allegaert     | Cofidis                | + 3s     |
| 7. | Itamar Einhorn     | Israel Start-Up Nation | + 3s     |
| 8. | Antonio Jesús Soto | Euskaltel-Euskadi      | + 3s     |
| 9. | Rui Oliveira       | UAE Team Emirates      | + 3s     |
| 10. | Egan Bernal        | Ineos Grenadiers       | + 6s     |

## Classificações ao final da etapa

### Classificação geral
| \| Classificação geral \| Classificação geral \| Classificação geral \| Classificação geral \| Classificação geral \| \| Ciclista \| Ciclista \| Equipe \| Tempo \| \| \| ------------------- \| -------------------- \| ---------------------------------- \| ------------------- \| ------------------- \| \| 1. \| Odd Christian Eiking \| Intermarché-Wanty-Gobert Matériaux \| 50h31m52s \| \| \| 2. \| Guillaume Martin \| Cofidis \| + 58s \| \| \| 3. \| Primož Roglič \| Jumbo-Visma \| + 1m56s \| \| \| 4. \| Enric Mas \| Movistar Team \| + 2m31s \| \| \| 5. \| Miguel Ángel López \| Movistar Team \| + 3m28s \| \| \| 6. \| Jack Haig \| Bahrain Victorious \| + 3m55s \| \| \| 7. \| Egan Bernal \| Ineos Grenadiers \| + 4m41s \| \| \| 8. \| Adam Yates \| Ineos Grenadiers \| + 4m57s \| \| \| 9. \| Sepp Kuss \| Jumbo-Visma \| + 5m03s \| \| \| 10. \| Felix Großschartner \| Bora-Hansgrohe \| + 5m38s \| \| |                      |                                    |           |
| |                      |                                    |           |
| Fonte: ProCyclingStats |                      |                                    |           |
| Classificação geral |                      |                                    |           |
| Ciclista | Ciclista             | Equipe                             | Tempo     |
| 1. | Odd Christian Eiking | Intermarché-Wanty-Gobert Matériaux | 50h31m52s |
| 2. | Guillaume Martin     | Cofidis                            | + 58s     |
| 3. | Primož Roglič        | Jumbo-Visma                        | + 1m56s   |
| 4. | Enric Mas            | Movistar Team                      | + 2m31s   |
| 5. | Miguel Ángel López   | Movistar Team                      | + 3m28s   |
| 6. | Jack Haig            | Bahrain Victorious                 | + 3m55s   |
| 7. | Egan Bernal          | Ineos Grenadiers                   | + 4m41s   |
| 8. | Adam Yates           | Ineos Grenadiers                   | + 4m57s   |
| 9. | Sepp Kuss            | Jumbo-Visma                        | + 5m03s   |
| 10. | Felix Großschartner  | Bora-Hansgrohe                     | + 5m38s   |

### Classificação por pontos
| Classificação por pontos | Classificação por pontos | Classificação por pontos | Classificação por pontos | Classificação por pontos |
| Ciclista                 | Ciclista                 | Equipe                   | Pontos                   |                          |
| ------------------------ | ------------------------ | ------------------------ | ------------------------ | ------------------------ |
| 1.                       | Fabio Jakobsen           | Deceuninck-Quick Step    | 200 pts                  |                          |
| 2.                       | Magnus Cort              | EF Education-Nippo       | 114 pts                  |                          |
| 3.                       | Primož Roglič            | Jumbo-Visma              | 106 pts                  |                          |
| 4.                       | Matteo Trentin           | UAE Team Emirates        | 103 pts                  |                          |
| 5.                       | Alberto Dainese          | Team DSM                 | 93 pts                   |                          |
| 6.                       | Michael Matthews         | BikeExchange             | 92 pts                   |                          |
| 7.                       | Arnaud Démare            | Groupama-FDJ             | 74 pts                   |                          |
| 8.                       | Enric Mas                | Movistar Team            | 69 pts                   |                          |
| 9.                       | Andrea Bagioli           | Deceuninck-Quick Step    | 69 pts                   |                          |
| 10.                      | Lilian Calmejane         | AG2R Citroën Team        | 59 pts                   |                          |

### Classificação da montanha
| Classificação da montanha | Classificação da montanha | Classificação da montanha          | Classificação da montanha | Classificação da montanha |
| Ciclista                  | Ciclista                  | Equipe                             | Pontos                    |                           |
| ------------------------- | ------------------------- | ---------------------------------- | ------------------------- | ------------------------- |
| 1.                        | Damiano Caruso            | Bahrain Victorious                 | 31 pts                    |                           |
| 2.                        | Romain Bardet             | Team DSM                           | 27 pts                    |                           |
| 3.                        | Michael Storer            | Team DSM                           | 17 pts                    |                           |
| 4.                        | Pavel Sivakov             | Ineos Grenadiers                   | 16 pts                    |                           |
| 5.                        | Jack Haig                 | Bahrain Victorious                 | 15 pts                    |                           |
| 6.                        | Primož Roglič             | Jumbo-Visma                        | 12 pts                    |                           |
| 7.                        | Kenny Elissonde           | Trek-Segafredo                     | 11 pts                    |                           |
| 8.                        | Rein Taaramäe             | Intermarché-Wanty-Gobert Matériaux | 10 pts                    |                           |
| 9.                        | Sepp Kuss                 | Jumbo-Visma                        | 9 pts                     |                           |
| 10.                       | Magnus Cort               | EF Education-Nippo                 | 8 pts                     |                           |

### Classificação dos jovens
| Classificação dos jovens | Classificação dos jovens | Classificação dos jovens | Classificação dos jovens | Classificação dos jovens |
| Ciclista                 | Ciclista                 | Equipe                   | Tempo                    |                          |
| ------------------------ | ------------------------ | ------------------------ | ------------------------ | ------------------------ |
| 1.                       | Egan Bernal              | Ineos Grenadiers         | 50h36m33s                |                          |
| 2.                       | Aleksandr Vlasov         | Astana-Premier Tech      | + 1m27s                  |                          |
| 3.                       | Gino Mäder               | Bahrain Victorious       | + 2m13s                  |                          |
| 4.                       | Juan Pedro López         | Trek-Segafredo           | + 5m22s                  |                          |
| 5.                       | Rémy Rochas              | Cofidis                  | + 17m17s                 |                          |
| 6.                       | Steff Cras               | Lotto-Soudal             | + 32m57s                 |                          |
| 7.                       | Clément Champoussin      | AG2R Citroën Team        | + 40m58s                 |                          |
| 8.                       | Jefferson Cepeda         | Caja Rural-Seguros RGA   | + 43m41s                 |                          |
| 9.                       | Gotzon Martín            | Euskaltel-Euskadi        | + 55m40s                 |                          |
| 10.                      | Michael Storer           | Team DSM                 | + 55m42s                 |                          |

### Classificação por equipas
| Classificação por equipes | Classificação por equipes          | Classificação por equipes | Classificação por equipes |
| Equipe                    | Equipe                             | Tempo                     |                           |
| ------------------------- | ---------------------------------- | ------------------------- | ------------------------- |
| 1.                        | Ineos Grenadiers                   | 151h44m11s                |                           |
| 2.                        | UAE Team Emirates                  | + 1m54s                   |                           |
| 3.                        | Movistar Team                      | + 4m17s                   |                           |
| 4.                        | Bahrain Victorious                 | + 5m47s                   |                           |
| 5.                        | Jumbo-Visma                        | + 9m42s                   |                           |
| 6.                        | Trek-Segafredo                     | + 21m06s                  |                           |
| 7.                        | Intermarché-Wanty-Gobert Matériaux | + 30m44s                  |                           |
| 8.                        | Astana-Premier Tech                | + 36m10s                  |                           |
| 9.                        | AG2R Citroën Team                  | + 55m57s                  |                           |
| 10.                       | Cofidis                            | + 57m18s                  |                           |

## Abandonos
Maximilian Schachmann e Omar Fraile não tomaram a saída.